# 長岡国人
長岡 国人（ながおか くにと、1940年 - ）は日本の画家。現代版画家。
長野県に生まれる。多摩美術大学デザイン科を卒業し、1966年から1991年までベルリンに滞在。ベルリン市立アカデミーグラフィック専攻卒業。ベルリン国立芸術大学および大学院版画・絵画専攻修了。

## 受賞歴
- 1977年 ウイーン国際版画ビエンナーレ グランプリ受賞
- 1978年 ポーランド国際版画ビエンナーレ受賞
- 1978年 フレヒェン国際版画ビエンナーレ3等賞
- 1979年 ポーランド国際ミニアチュール版画ビエンナーレ受賞
- 1979年 ベルリン・インターグラフィック‘80 奨励賞
- 1979年 ポーランド国際版画ビエンナーレ4等賞
- 1979年 フレヒェン国際版画ビエンナーレ受賞
- 1979年 スペイン・イビサ国際グラフィック展受賞
- 1979年 ポーランド国際ミニアチュール版画ビエンナーレ受賞
- 1980年 グラフィカ・クレアティバ国際版画展 プログラフィカ賞
- 1981年 ブルガリア国際版画ビエンナーレ グランプリ受賞
- 1983年 和歌山国際版画ビエンナーレ 受賞
- 1996年 第48回 京展 京展賞

## パブリック・コレクション
- 京都国立近代美術館
- ウィーン/アルベルティーナ美術館
- オーストリア/リンツ市立近代美術館
- ポーランド/ウロクラウ国立美術館
- アメリカ/シンシナティ美術館
- ポーランド/クラコウ国立美術館
- 大分県立美術館
- バークレー/カリフォルニア大学美術館
- ニューヨーク/フィリップ・モリス・コレクション
- サンフランシスコ/アイケンバーク・コレクション
- ベルリン・ドイツ/国立プロイセン美術館・版画コレクション
- ポーランド/ウッジ国立近代美術館
- ポーランド/ポズナン国立近代美術館
- ドイツ・ベルリン美術館
- ポーランド/シュレージア国立美術館
- アイスランド/ライキャビック国立美術館
- オランダ/ボンメルファンダム美術館
- スペイン/イビザ近代美術館
- 和歌山県立近代美術館
- 名古屋/愛知県美術館
- イスラエル美術館
- ボストン・アメリカ/デコルドヴァ美術館
- ハノーヴァー・ドイツ/ケストナー美術館
- スウェーデン/ゲーテブルグ美術館
- オズナーブリュック・ドイツ/歴史文化美術館
- ベルリン・ドイツ/ヴェステ・コーブルク版画コレクション
- フレッヒェン・ドイツ/フレッヒェン芸術家協会
- ヴァルナ・ブルガリア/ヴァルナ国立美術館
- 甲府/山梨県立美術館
- 町田/町田市国際版画美術館
- 須坂/須坂版画美術館
- ポートランド美術館
- 倉敷/大原美術館
- 滋賀大学/滋賀県
- Victoria and Albert Museum， London
- 華南理工大学美術学院/華南　中華人民共和国
- Deutsche Bank，Berlinドイツ銀行/ベルリン
- グラーツ市立文化会館/グラーツ/オーストリア
- オルデンブルク市立アルトテーク/オルデンブルク/ドイツ
- ベルリン新美術家協会アルトテーク/ベルリン/ドイツ